# Nataša Lužar
Nataša Lužar, slovenska političarka, * 1976.
Je aktualna državna sekretarka v kabinetu predsednika vlade Roberta Goloba, pristojna za medgeneracijski dialog in stanovanjsko politiko.

## Kariera
Diplomirala je leta 2001, in sicer na Fakulteti za družbene vede v Ljubljani, in sicer na temo mednarodnih odnosov. Leta 2012 je opravila izpit za pooblaščeno ocenjevalko vrednosti nepremičnin pri Slovenskem inštitutu za revizijo.
Med leti 2002 in 2009 je delala kot višja svetovalka v Službi za mednarodne odnose in evropske zadeve takratnega Ministrstva za delo, družino in socialne zadeve. Od leta 2009 je nato bila zaposlena v Sektorju za stanovanja Ministrstva za okolje in prostor. Tam je koordinirala vsebine, povezane z bivanjsko problematiko mladih. Od takrat aktivno sodeluje pri oblikovanju stanovanjske zakonodaje in podzakonskih aktov. Sodelovala je tudi pri pripravi Resolucije o nacionalnem stanovanjskem programu 2015–2025.

## Državna sekretarka v kabinetu premierja
Junija 2022 jo je Vlada Republike Slovenije imenovala na mesto državne sekretarke v kabinetu predsednika vlade Roberta Goloba, kjer je pristojna za vzpostavitev dialoga s civilno družbo.